# Helmut Grashoff
Helmut Grashoff (* 13. September 1928 in Lübeck; † 28. März 1997 in Mönchengladbach) war ein langjähriger Manager von Borussia Mönchengladbach.

## Leben

### Jugend und Beruf
Helmut Grashoff wurde als Sohn von Fregatten-Kapitän Wilhelm Grashoff und seiner Frau Sophie am 13. September 1928 in Lübeck geboren. Aufgrund einer beruflichen Versetzung des Vaters siedelte die Familie 1938 nach Hamburg-Blankenese um. Nach Kriegsende begann er in Hamburg eine Lehre als Textil-, speziell Wollkaufmann, beim Im- und Exportunternehmen Jessen, Eggers & Co. 1946 lernte er seine Frau Helga kennen, die er wenige Jahre später heiratete. Das Ehepaar bekam zwei Töchter.
1955 übernahm Grashoff in Mönchengladbach die Vertretung der Firma Jessen, Eggers & Co. und machte sich dann als Garngrossist dort selbstständig. Mönchengladbach war zu dieser Zeit als die Textilstadt weltweit bekannt. Beim regelmäßigen Skatspiel lernte er den Mönchengladbacher Textilunternehmer Helmut Beyer kennen. Beyer hatte kurz vorher das Präsidentenamt von Borussia Mönchengladbach kommissarisch übernommen.

### Manager
1962 wurde Grashoff zum Vizepräsidenten von Borussia Mönchengladbach gewählt. Zuvor hatte der damalige Borussen-Präsident Helmut Beyer persönlich seinen Skatfreund Grashoff gebeten, für das Amt zu kandidieren. 1966 wurde Grashoff dann Manager von Borussia Mönchengladbach. Über ein Vierteljahrhundert bestimmte Grashoff die Vereinspolitik des niederrheinischen Traditionsclubs. Zusammen mit Präsident Helmut Beyer und Mannschaftsarzt Alfred Gerhards bildete er jahrzehntelang das legendäre „Dreigestirn“ der Borussia. Am 15. Januar 1991 trat Helmut Grashoff von seinen Ämtern zurück. Sein Nachfolger als Manager wurde Rolf Rüssmann.
Ganz in der Nähe des Fußballstadions im Borussia-Park in Mönchengladbach wurde die Helmut-Grashoff-Straße nach ihm benannt.